# フェードル

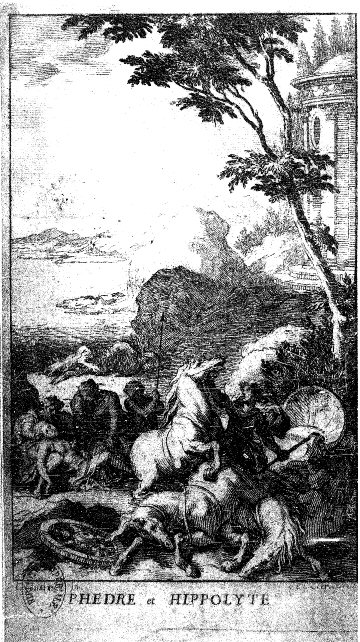
『フェードル』初版のタイトル・ページ

『フェードル』（仏: Phèdre）は、フランスの劇作家、ジャン・ラシーヌ作の悲劇。初演時の題名は『フェードルとイポリート Phèdre et Hippolyte 』だった。全体で5幕からなり、アレクサンドラン（十二音綴）で書かれている。初演は1677年1月1日、オテル・ド・ブルーゴーニュ座。ラシーヌにとっては、最後の世俗的悲劇で、この作品を書いてから12年間、新作を書くことなく、宗教と王への献身に専念することになる。
『フェードル』はギリシア神話から題材を得ている。ギリシア・ローマの悲劇詩にも取り上げられ、とくにエウリピデスの『ヒッポリュトス』とセネカの『パエドラ』が有名である。フェードル（パイドラ）は、夫テゼー（テセウス）の留守中に、義理の息子イポリート（ヒッポリュトス）に恋をしてしまう、という話である。
『フェードル』はすべての面で完成度が高い。悲劇的構成、人間観察の深さ、韻文の豊かさ、さらにマリー・シャンメレが演じた主役フェードルの解釈。ヴォルテールはこの劇のことを「人間精神を扱った最高傑作」と呼んでいる。エウリピデスと反対に、ラシーヌは劇の最後でフェードルを死なせている。つまり、フェードルがイポリートの死を知ってしまうのだ。フェードルのキャラクター造型はラシーヌの悲劇作品の中でも最高のものである。フェードルは他人を不幸にしながら、実は彼女自身も己の衝動の犠牲者である。怖さと哀れさを共に備えたキャラクターといえよう。
この劇の台詞のいくつかは、たとえば「la fille de Minos et de Pasiphaë（ミノスとパジファエの娘）」（第1幕第1場にあるイポリートの台詞）など、フランスの古典的な名台詞となった。十二音綴詩句は音楽性の美しさが特徴だが、ラシーヌはただ響きの美しさだけを考えて台詞を書いたわけではない。フェードルの中には、母パジフィエから受け継いだ、飽くことなき欲望と死への恐怖が複雑に入り混じっている。
コルネイユを後援するブイヨン公爵夫人とその一派の陰謀により、初演は成功にいたらなかった。彼女たちは、今では忘れられた作家ニコラス・プラドンに同じ題材の劇を急いで書かせ、その上演を『フェードル』にぶつけてきたのだ。そのせいで、ラシーヌは1689年まで劇の執筆を絶つことになった。なお、その時書いた劇は『エステル』で、ルイ14世の寵姫マントノン侯爵夫人の依頼によるものだった。しかし現在では、『フェードル』はラシーヌの代表作の一つと見なされ、また、17世紀以降現在まで上演回数の最も多い作品のひとつとなっている。

## 登場人物
- テゼー：アテナイ王。

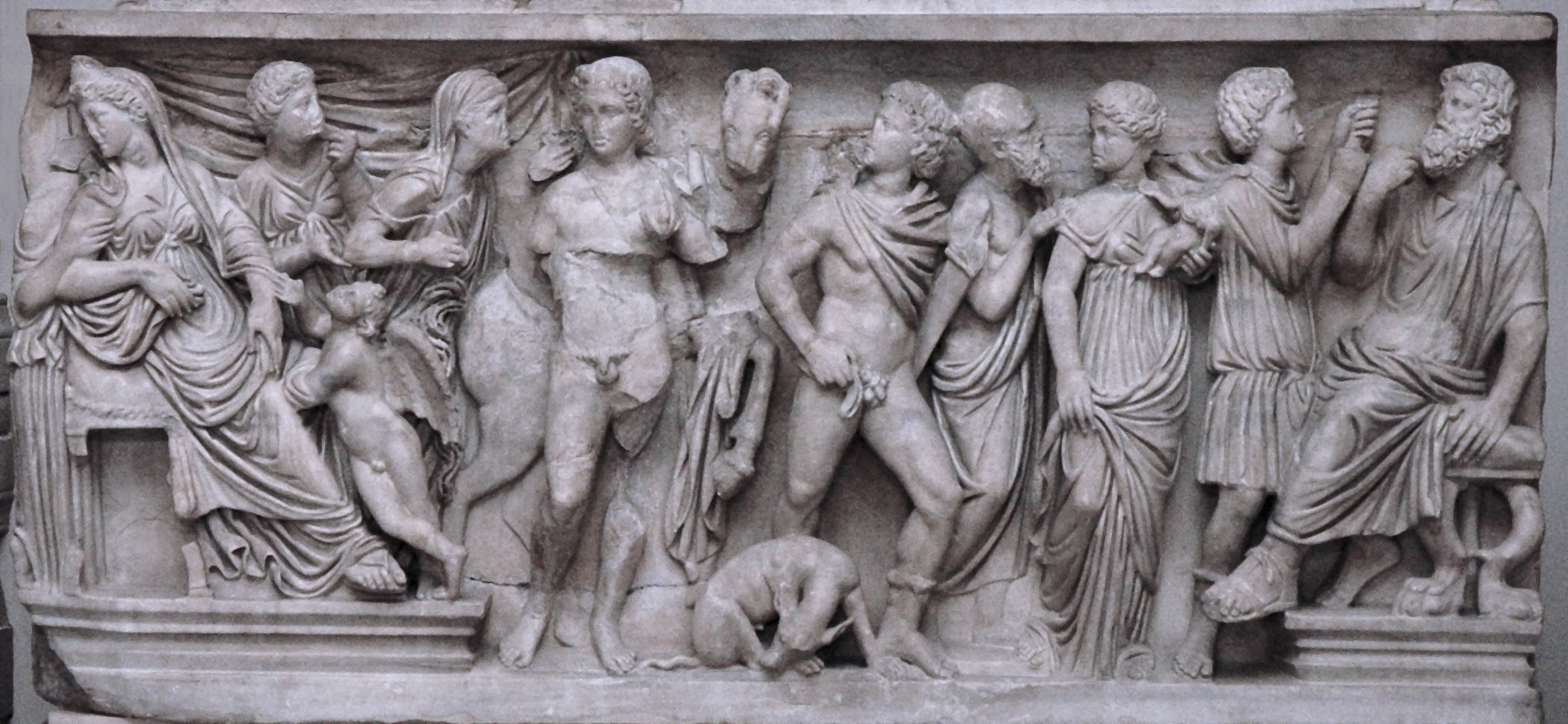
イポリートとフェードル

- フェードル：テゼーの妻。ミノスとパジフィエの娘。
- イポリート：テゼーの子。母親はアマゾーンの女王。
- アリシー：アテナイの王族の娘。
- エノーヌ：フェードルの乳母で相談役。
- テラメーヌ：イポリートの養育係。
- イスメーヌ：アリシーの相談役。
- パノープ：フェードルの侍女。

## あらすじ

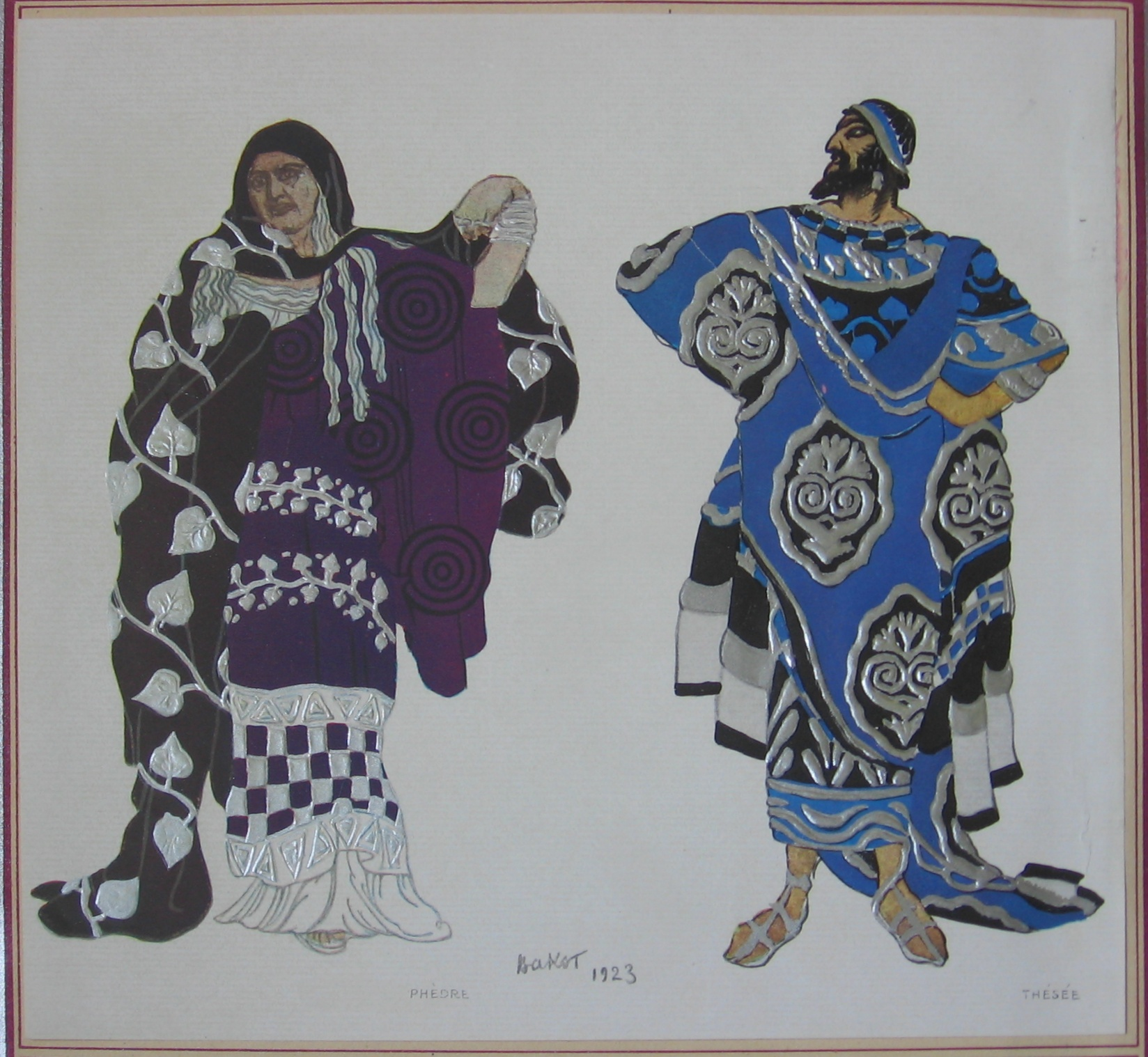
レオン・バクスト『フェードルとテゼー』

舞台は、ペロポネソス半島トロゼーヌにあるテゼーの宮廷。
- 第1幕

父王テゼーが国を出たまま行方不明になって6ヶ月が過ぎた。イポリートは父を探しに行くため、国を出るとテラメーヌに話している。しかし、本当の理由はアリシーだった。イポリートは密かにアリシーを愛していたが、アリシーはテゼーに反逆した一族の生き残り。つまり、叶わぬ恋なのであった。一方、王妃フェードルは原因不明の病気を患っていた。心配した乳母のエノーヌは、病気の原因を尋ね、フェードルが夫の不在中、継子のイポリートに恋してしまったことを白状させる。秘密を知られたフェードルはその場で死のうとする。そこに、テゼーが死んだとの報が届く。イポリートとの愛の障害がなくなったことに、フェードルは再び生きる希望を見いだす。王位継承をめぐって、イポリート、アリシー、そしてフェードルの子の名が挙がり、フェードルはイポリートと手を組むことにする。
- 第2幕

アリシーもイポリートを愛していたが、イポリートが自分のことを避けていることに悩んでいた。そこにイポリートが現れて、誤解を解いたうえで、アテナイの王権をアリシーに譲りたいと提案する。そうとは知らないフェードルは、イポリートに会い、王位継承のことを相談するが、話しているうちに欲情に我を忘れ、イポリートに愛を告白をしてしまう。唖然とするイポリート。フェードルは拒否されたと思い、イポリートの剣で死のうとするが、エノーヌに止められ、剣を持ったまま逃げる。そこに、テラメーヌがやって来て、イポリートに、テゼーが生きているかも知れないと伝える。
- 第3幕

フェードルは自分の運命を呪う。フェードルの一族は代々愛の女神ヴェニュスの憎しみを買っていたのである。そこに夫テゼーの帰還の知らせまで聞いて、フェードルは生きることに絶望し、再度死ぬ決意をする。しかし、エノーヌが、イポリートの方こそ継母に邪恋を抱いたのだと、イポリートの剣を証拠に王に言うよう提案する。フェードルは最初拒否するが、テゼーの到着とイポリートの蔑むような視線に混乱し、エレーヌに言われた通りに、思わせぶりな態度を取る。イポリートはただ呆れるばかりで、反論もせず、逆にフェードルから離れられれば幸いと、父王に国を出る許しを求める。
- 第4幕

フェードルとエノーヌの嘘を信じて、テゼーはイポリートを追放する命令を下し、海神ネプチューヌにはイポリートに天罰が下るよう祈る。フェードルは良心の呵責からイポリートへの命令を取り消してもらえるようテゼーに頼むが、逆にテゼーから、イポリートがアリシーを愛しているという話を聞き、激しく嫉妬する。何とかなだめようとするエノーヌにも魔物呼ばわりし、エノーヌは絶望する。
- 第5幕

イポリートが真実を話さなかったのは、父王の恥を明るみに出したくないからだった。涙ながらに見送るアリシーに、いずれフェードルは裁きを受けるだろうと言い残し、イポリートは旅立つ。テゼーはアリシーから話を聞き、エノーヌにもう一度話を聞こうとするが、エノーヌは既に海に身を投げた後だった。そこにイポリートが津波に呑まれて死んだという知らせが入る。フェードルはメデーの毒をあおったうえで、テゼーのところに行き、自分の罪を認め、そして死ぬ。テゼーはアリシーを自分の養女にすることに決める。

## フェードルの家系と呪い
フェードルの運命は、その家系に支配されている。その祖は太陽神ヘーリオスでありながら、劇の至るところで、フェードルは裁きを避けるかのように陽の目から身を隠そうとする。この裁かれるという感覚は、フェードルの父ミノスが、ハーデースで死者の魂を計り善悪を判断していることにも繋がる。フェードルが裁きを恐れるのはもっともで、フェードルは継子イポリートを愛するが、一般にタブーとみなされる欲望に突き動かされる傾向は、彼女の家系の他の女性たちにも見られるものであった。たとえば彼女の母パジファエはヴェニュスの呪いで雄牛に恋をし、ミノタウロスを産んだ。なお、フェードルがテゼーと最初に会ったのは、テゼーが彼女の異父兄弟ミノタウロスを殺すべくミノアに来た時だった。

## 影響
- フランスのバロック音楽の作曲家ジャン＝フィリップ・ラモーの最初のオペラ『イポリートとアリシー』（1733年）は、ラシーヌの『フェードル』に基づいている。
- イタリアの作曲家トンマーゾ・トラエッタのオペラ『イッポリートとアリシア（英語版）』（1759年）も、ラシーヌの『フェードル』に基づいている。

- 19世紀、エミール・ゾラの『ルーゴン・マッカール叢書』の1つ、『獲物の分け前』はラシーヌの『フェードル』を基本にしている。
- マルセル・プルーストの『失われた時を求めて』の中で、主人公はラ・ベルマ演じる『フェードル』を観劇する。
- 20世紀の著作家リュシアン・ゴルドマンは著書『隠れたる神』の中で『フェードル』のテーマの要素から、フランス人の意識下にある神の役割に関する社会理論を推論している。
- 先頃亡くなったイギリスの桂冠詩人テッド・ヒューズは、2000年に『フェードル』の自由詩翻訳を発表し、高く評価された。この劇は彼の死の直前、ダイアナ・リグ主演で上演された。

## 参考
1. ↑  from Racine's Masterpiece, Phèdre of Encyclopedia of World Biography on Jean Baptiste Racine